# Dichasianthus
Dichasianthus — рід квіткових рослин родини капустяних. Вид містить три види, які ростуть на півдні Європи, півночі Африка, західних і центральних регіонах Азії.
Види:
- Dichasianthus confertus (Steven ex Turcz.) V.I.Dorof.
- Dichasianthus runcinatus (Lag. ex DC.) V.I.Dorof.
- Dichasianthus subtilissimus (Popov) Ovcz. & Yunusov